# 徐淑希
徐淑希（1892年4月3日—1982年1月14日），籍貫广东饶平錢東前寮，於汕頭出生，中华民国外交官、國際法以及公務行政領域專家。1948至1961年常駐聯合國國際法專家組代表成員。1958、1960、1962中華民國派赴聯大代表團成員。

## 生平
徐淑希1910年自汕头华英中学堂毕业后，積極參與革命黨在汕頭的活動。1911曾經參與光復汕頭、潮州革命軍。1912年赴香港就读于香港大学并认识晏阳初成為一生摯友。后赴美国留学，1919年獲耶魯大學文學士，1925年获哥伦比亚大学博士学位。回国后任教于燕京大学，曾任：專職副教授（1923年）、政治学系主任（1925年）、社会科学院院长、法学院院长。

1940年起，任國際聯盟理事會中国副代表、1942年6月代理外交部亚西司司长。赴台后，1956年起历任中华民国驻秘鲁大使兼驻玻利维亚大使，出席联合国代表团全权代表，驻加拿大大使等。后在美国定居，1982年在新泽西州逝世。

## 家庭
妻子: 劉文莊，婚禮于1921年10月7日在北京崇文門内燕京大學禮堂舉行，主行婚禮的牧師爲司徒雷登校長；
妻舅: 傳教士家庭出身、心理學教育學專家劉廷芳（1891年—1947年，字亶生）；
妻姐:  劉文瑞；
連襟: 陸志韋（1894年—1970年）

## 荣誉
- 大十字级秘鲁太阳勋章（1961年5月3日）[3]